# Sejm Korony Królestwa Polskiego
Zasugerowano, aby zintegrować ten artykuł z artykułem Sejm walny I Rzeczypospolitej (dyskusja). Nie opisano powodu propozycji integracji.

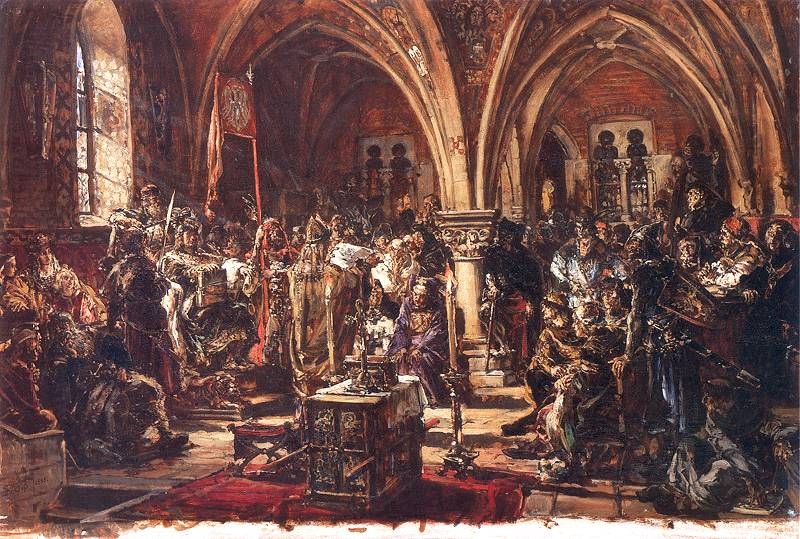
Pierwszy Sejm (w Łęczycy). Obraz Jana Matejki.

Sejmy walne (łac. comitia generalia) – nazwa parlamentu Królestwa Polskiego.

## Historia
Sejm walny Królestwa Polskiego po raz pierwszy pojawił się w latach 1382–1386, gdy na ogólnopolskie zjazdy urzędnicze zaczęła przybywać szlachta i przedstawiciele miast. 
2 lutego 1386 roku na jednym z pierwszych sejmów walnych w Lublinie Jagiełło został wybrany królem Polski. 
Pierwszym sejmem walnym Królestwa Polskiego z udziałem posłów wybranych na sejmikach ziemskich był sejm w Piotrkowie w 1468 roku.
W skład sejmu wchodzili członkowie rady królewskiej (odgrywający największą rolę), niżsi urzędnicy ziemscy (pełniący rolę nieformalnych reprezentantów swych ziem) szlachta przybywająca na sejm, a niepełniąca żadnych urzędów, oraz przedstawiciele miast. Były to tak zwane 3 stany sejmujące: król, senat i izba poselska.
Do czasu zawarcia unii lubelskiej w 1569 i utworzenia wspólnego sejmu I Rzeczypospolitej jego sesje odbywały się w Piotrkowie, Krakowie, Toruniu, Bydgoszczy, Radomiu, Sandomierzu (sejmik generalny przy osobie króla), Lublinie, Parczewie i w Warszawie.
Bez zgody sejmu jako reprezentanta szlachty król nie mógł nałożyć nowych podatków. Jednak monarcha zwoływał sejm i zasięgał jego rady nie tylko z „fiskalnych” względów. Sejm był organem ustawodawczym, co potwierdziła konstytucja z 1505.
Król mógł zamiast sejmu walnego zwołać sejmy prowincjonalne, o takich samych kompetencjach jak sejm walny i uzyskiwać zatwierdzenie dla swych propozycji na każdym z osobna. Mógł też przedstawiać swoje propozycje bezpośrednio sejmikom ziemskim i od nich uzyskać zatwierdzenie. Taka sytuacja określana jest jako alternatywność sejmu walnego, sejmów prowincjonalnych i sejmików ziemskich. Utrzymała się do końca XV wieku.

## Stany sejmujące
Na początku XVI wieku przedstawiciele sejmików ziemskich utworzyli izbę poselską, zaś rada królewska przeistoczyła się w senat sejmu I Rzeczypospolitej. W tym czasie nastąpiła również inna zmiana o dużym znaczeniu – król stał się trzecim, obok izby poselskiej i senatu, stanem sejmującym, co świadczyło o zmniejszającej się roli monarchy w państwie.
Na początku XVI wieku ostatecznie określił się skład senatu i izby poselskiej.

## Kompetencje
W kompetencjach Sejmu leżały: obrona praw i przywilejów, przestrzeganie prawa pospolitego, uchwalanie podatków i konstytucji, decyzje o wojnie, pokoju, liczebności wojska, wydatków i dochodów państwa, o wysłaniu poselstw, a także wetowanie decyzji króla, gdy zajdzie taka potrzeba.